# Прокудинка
Прокудинка (Измостье, Яменка) — река в Калужской области России.
Протекает по территории Юхновского района. Впадает в реку Течу в 23 км от её устья по левому берегу. Длина реки составляет 16 км, площадь водосборного бассейна — 86,4 км².
Правый приток — ручей Негодяйка.

## Данные водного реестра
По данным государственного водного реестра России относится к Окскому бассейновому округу, водохозяйственный участок реки — Угра от истока и до устья, речной подбассейн реки — Бассейны притоков Оки до впадения Мокши. Речной бассейн реки — Ока.
По данным геоинформационной системы водохозяйственного районирования территории РФ, подготовленной Федеральным агентством водных ресурсов:
- Код водного объекта в государственном водном реестре — 09010100412110000021382
- Код по гидрологической изученности (ГИ) — 110002138
- Код бассейна — 09.01.01.004
- Номер тома по ГИ — 10
- Выпуск по ГИ — 0